# Храми
Храми (Кция-Храми) (на грузински: ხრამი; на азербайджански: Anaxatır) е река в Източна Грузия и Западен Азербайджан, десен приток на Кура, една от най-значителните водни артерии в областта Долна Картли. Предполага се, че името ѝ произлиза от грузинската дума „храми“, която означава „овраг, пролом“. В горното си течение, до вливането си в Цалкинския язовир, реката носи името Кция, а след изтичането си от водохранилището се нарича Храми.

## География
Река Храми извира от южния склон на Триалетския хребет, на надморска височина 2422 m. Изворът ѝ се намира в средния планински пояс на областта Самцхе-Джавахети, на 5 km на юг от град Бакуриани, в Боржомска община. В горното си течение е типична планинска река, богата на опасни прагове. Протича в дълбока долина, изпъстрена с бързеи и водопади. В продължение на годините тя е образувала много каньони и проломи, някои от които непроходими. В проломите, които формира, може да се проследи историята на геоложкото развитие на региона. След като изтече от язовира и навлезе в Марнеулска община, попада в равнината Квемо-Картли и течението ѝ става по-бавно и спокойно. Тук водите, заедно с тези на главните ѝ притоци, служат основно за напояване.
По реката най-известен е каньонът Дашбаши с дължина 8 km, разположен на 1100 – 1500 m над морското равнище. Формиран е в базалтови скали, от които се състои целият масив в горното течение на река Храми. По протежение на каньона височината пада с няколкостотин метра. По склоновете му текат много подземни води и водопади и се наблюдават различни пещери, както естествени, така и изкуствени. В един от каньоните на реката се намира древният град-крепост Самшвилде.

## Хидрология
Изворът на река Храми се намира на 2422 m надморска височина. Влива се в река Кура на територията на Азербайджан, на 820 km от устието ѝ и на 750 m от селището Шахли. Дължината ѝ е 201 km, средният дебит – 51 m3/s, а максималният – 1260 m3/s. Годишният отток е около 1,6 km3.
Водосборният басейн на река Кция-Харми, с обща площ от 8340 km2, се простира в три държави – Грузия, Армения и Азербайджан. Най-голяма е територията му в Грузия – 4470 km2, в Армения обхваща 3790 km2, а в Азербайджан – само 80 km2. В него попадат 2234 реки с обща дължина от 6471 km.
Захранването на река Храми е смесено, преобладаващо снежно. Тя никога не замръзва напълно, но покрай бреговете се образуват ивици от лед и утайки. По-големите десни притоци са реките Дебед и Машавера, а леви – Торне, Кледейсицкали и Акалафисцкали.
Хидроложкият режим на Харми се характеризира с едни от най-значителните есенни наводнения. В останалите периоди от годината водите остават ниски и нивото им се повишава само при настъпването на лятно-есенния сезон.

## Енергодобив
Река Храми играе сериозна роля в енергетичния баланс на Грузия. На нея е разположена Храмската водноелектрическа каскада, изградена през 1946 г. Тя образува Цалкския язовир и включва Храми ВЕЦ-1, започнала работа през 1947 г. и Храми ВЕЦ-2, дала първия промишлен ток през 1963 г. Възможността за регулиране на потока, създадена благодарение на вградения в системата на каскада голям язовир, осигурява постоянна и равномерна експлоатация на двете електроцентрали с пълен капацитет. И то по време, когато производството на електроенергия в много други електростанции в страната намалява рязко при понижение нивото на реките.

## Замърсяване
Основните форми на земеползване по течението на реката са земеделие, пасища, ливади и гори. Според данните за периода 1980 – 1993, съдържанието на NH4, мед и цинк надвишава пределно допустимите норми. Съгласно прогнозите, по отношение на химическото съдържание на речната система, и по-нататък тя ще бъде оценявана като умерено замърсена.
Сериозен замърсител е Маднеулското находище, заедно с минно-обогатителния комбинат в град Казрети, благодарение на които Грузия е една от златодобиващите държави в света. През 2013 година компанията собственик увеличава производството на злато с 10,3%, а експортът на медна руда и концентрати нараства 3,8 пъти. Извличането на златото от рудата и обработката ѝ става с цианидов разтвор. Отпадните вещества се изхвърлят във водите на река Машавера, а тя от своя страна, ги носи към устието си, откъдето попадат в Храми. Тъй като реката се ползва за напояване на селскостопански терени, всички вредни вещества се вливат в почвата и съответно попадат в растенията.
Замърсяване на Храми става и на територията на Армения. Там, на река Дебед, която също се влива в Храми, е изграден Ахталския металургичен комбинат, чиито отпадни води също се изхвърлят в реката, която ги носи в Храми. През 2015 година собственикът и на двата обекта е един и същ – руската Capital Group.

## Топографска карта
- К-37-XХ М 1:200000[11]
- К-38-XХІ М 1:200000[12]